# Sama ku waar
Samo ku waar este imnul oficial al Somalilandului, un stat nerecunoscut care există în cadrul Somaliei. Textul și muzica au fost scrise de Hassan Sheikh Mumin, un cunoscut dramaturg și compozitor somalez. Imnul a fost introdus în 1997.